# 文化に関する都市伝説
一般に流布している文化に関連する都市伝説の一覧である。

## 概要
各種作品の改変されたストーリーや裏設定などが流布し、これがある程度広まった場合、原作にあったものと誤認されることがある。また続編やリメイク版などにおいて、都市伝説が正式な設定として「逆輸入」される場合もある。 
主な都市伝説を以下に記す。詳しくは各作品の項目を参照。

## 漫画
サザエさんの都市伝説
『サザエさん』の最終回
長期連載漫画につきものと言える、最終回にまつわる都市伝説。『サザエさん』には明確な最終回が存在せず、様々な都市伝説を生んでいる。
以下は流布された都市伝説の例。
- 一家の乗った飛行機が海に墜落し、家族はそれぞれの名前の海の生き物になる。
- 時が経ち、波平は脳卒中で他界し（あるいは認知症になり）、マスオはリストラされ（あるいは愛人を作り）、カツオは不良化し（あるいは薬物依存症になり）、サザエはアルコール中毒になり（あるいはヒステリーにより金属バットで魚をくわえたドラ猫を殴り殺し）、一家は路頭に迷う。

ドラえもんの都市伝説
藤子・F・不二雄の代表作『ドラえもん』の都市伝説。
『ドラえもん』の最終回
1986年頃に小中学生の間で広まった。噂だけに留まらず、同人誌でのパロディやネット上での創作が、真の最終回と誤解されて広まった。
実際には、『ドラえもん』は小学館の学年別学習雑誌『小学三年生』、『小学四年生』で最終回が都合3回掲載されている。しかし、その後連載を再開しており、都市伝説として広まったストーリーは原作者の藤子F自らが否定している。
作品未完のまま原作者が亡くなっているので、連載再開後に原作者自らが意図した「最終回」は存在し得ない。ただし、『小学六年生』3月号で読者が「卒業」してしまうので、この回は「のび太の精神的成長」が描かれることとなり、最終回的な雰囲気となっている。

## アニメ
『となりのトトロ』の裏設定
スタジオジブリの代表作『となりのトトロ』には数多くの裏設定とされるものが存在する。また下記にあるものは主なものであるが、これについてはスタジオジブリが公式に否定している。
- トトロは死神である。
- ネコバスが病院へ行くときには既にサツキとメイは死んでいる。

この説は、サツキとメイの影が途中から消えている（ように見える）ことを根拠としているが、実際には影を省略しているだけである。また、池で発見されたサンダルは、実際にメイが履いていたサンダルとは異なっている。またメイがいた墓は2人の墓だといわれることもある。
『ドラえもん』の都市伝説
タレント
『ドラえもん』の1984年7月20日放送回に「タレント」というサブタイトルの回が放送されたとする都市伝説。地底世界へと旅立った一行は、地球が真っ二つに割れて血が流れるというエンディングを迎える。公式には、このような回は存在していないが、日本各地で見たと証言する人がいて、それらの証言を基にした再現映像を作って公開している人もいる。
行かなきゃ
原作者の藤子・F・不二雄が逝去した1996年9月23日の深夜2時ごろ突然、不気味なドラえもんの放送があったという都市伝説。内容のバリエーションはいくつかあるが、暗闇の中をのび太が延々と歩き続け、最後に思いついたように振り返り「行かなきゃ」とだけ発言する映像が放送されたというのが主である。藤子・F・不二雄本人が自分が死去した際に放送するようにテレビ局に頼んでいたものとする憶測があるが、テレビ局側は否定している。

## 音楽
「サッちゃん」の真実
「サッちゃん」の歌詞「バナナが半分しか食べられない」のは、踏み切り事故で轢死して体が半分しか無くなったからだ、など数々の噂があり、それらを知ると不幸に見舞われる、とも。実際には「小さいから」であると歌詞に明記されている。
サッちゃんのモデルはタレントの阿川佐和子であるというものもあり、阿川も自ら著書に記述している。
「暗い日曜日」
「暗い日曜日」を聞いた数多くの人が自殺した、とされる。その因果関係は証明されていないものの、この曲が原因だと匂わせて自殺した者の存在や、ヨーロッパ各国で放送禁止・自粛になったという記録は残されている。当時はナチスドイツの軍事侵攻など暗い世相で、物悲しい旋律と歌詞のこの曲が人々の自殺を後押しするきっかけになった、と解釈される場合もある。

## 脚註
1. ↑  宇佐和通 『あなたの隣の「怖い噂」―都市伝説にはワケがある』 学習研究社、2002年、242-243頁。
2. 1 2  松田 2014, p. 82.
3. ↑  第55夜 サザエさんの最終回現代奇談（2006年2月20日のインターネットアーカイブ）。
4. ↑  松田 2014, p. 81.
5. ↑  宇佐和通『あなたの隣の「怖い噂」―都市伝説にはワケがある』学習研究社、2002年、241頁。
6. ↑  松田 2014, p. 124.
7. 1 2 3  「トトロ、実は死神」はウソジブリが「都市伝説」を否定していたJ-CAST 2012年7月15日
8. 1 2  松田 2014, p. 123.
9. ↑  「いつものジブリ日誌」 スタジオジブリ 2007年5月1日
10. ↑  「アニメ最恐伝説12」『週刊実話』2021年5月19日号、日本ジャーナル出版、62-66頁。
11. ↑  “『映画ドラえもん のび太と空の理想郷』が人気のウラで、都市伝説『行かなきゃ』の真相をテレ朝が回答「放送はしておりません」”. 週刊女性PRIME (2024年7月17日). 2024年7月17日閲覧。
12. ↑  松山ひろし『3本足のリカちゃん人形―真夜中の都市伝説』イースト・プレス、2003年、210-212頁。
13. ↑  木原浩勝・岡島正晃・市ヶ谷ハジメ『都市の穴』双葉社〈双葉文庫〉、2003年、221-224頁。
14. ↑  作詞者と阿川の父阿川弘之が知り合いで近所にも住んでいたが、本当のモデルは作詞者自身の幼少時であるという事実を本人に確認した、とのこと。
15. ↑  宇佐和通『THE都市伝説 RELOADED』新紀元社、2007年、116-117頁。
16. ↑  宇佐和通『THE都市伝説 RELOADED』新紀元社、2007年、117頁。